# Les Paladins
Les Paladins (título original en francés; en español, Los paladines) es una ópera en tres actos con música de Jean-Philippe Rameau y libreto en francés de autor desconocido, aunque atribuido a Duplat de Monticourt. Rameau llamó a Les Paladins una comédie lyrique, poniéndola en la misma categoría que su anterior obra Platée. Se estrenó el 12 de febrero de 1760 en la Académie royale de musique.
Esta ópera se representa muy poco. En las estadísticas de Operabase aparece con sólo 6 representaciones en el período 2005-2010.

## Personajes
| Personaje    | Tesitura     | Reparto del estreno, 12 de febrero de 1760 (Director: - ) |
| ------------ | ------------ | --------------------------------------------------------- |
| Anselme      | bajo         | Monsieur Gélin                                            |
| Argie        | mezzosoprano | Sophie Arnould                                            |
| Orcan        | barítono     | Monsieur Larrivée                                         |
| Nérine       | soprano      | Mlle Lemière                                              |
| Atis         | tenor        | Lombard                                                   |
| La fée Manto | haute-contre | Pillot                                                    |
| Un paladin   | tenor        | Muguet                                                    |

## Grabaciones
- Les Paladins Les Arts Florissants, William Christie (dos deuvedés, Opus Arte, 2005).